# Bzinica Stara
Bzinica Stara (dodatkowa nazwa w j. niem. Bzinitz) – wieś w Polsce położona w województwie opolskim, w powiecie oleskim, w gminie Dobrodzień.
Wieś położona jest nad rzeką Bziniczka.
W latach 1975–1998 miejscowość administracyjnie należała do województwa częstochowskiego.

## Części wsi
| SIMC    | Nazwa | Rodzaj     |
| ------- | ----- | ---------- |
| 0131357 | Bąki  | przysiółek |

## Nazwa
Nazwa miejscowości notowana była w formach Bsenicza (ok. 1300), Bsienitz (1648), Bzienica (1679), Bzenitz (1687-88), Brzenitz (1743), Bzeniz (1783), Bzinitz, Bzienic (1845), Bzienice, niem. Bzinitz (1880), Bzinitz (1886), Bziniec Stary (Bzinitz) (1920), Erzweiler (1936), Stara Bzinica (Bzinitz) – Erzweiler OS. (1939), Bzinitz, j. Erzweiler (1941), Stara Bzinica – Erzweiler (Bzinitz) (1951). 
Nazwa wywodzi się od apelatywów bez (psłw. *bъzъ), bzina ‘krzak bzu’ i została utworzona przez dodanie przyrostka -ica. W języku niemieckim przyjęła ona formę Bzinitz. W 1936 roku administracja III Rzeszy przemianowała wieś na Erzweiler/Oberschlesien. Po II wojnie światowej polskie władze przyjęły nazwę Stara Bzinica. W 2007 roku zmieniono ją na Bzinica Stara.

## Historia
Wieś po raz pierwszy wzmiankowana była w Księdze Uposażenia Biskupstwa Wrocławskiego (1295–1305).              
W XIX wieku gmina sygnowała dokumenty pieczęcią z wizerunkiem pługu pod trzema gwiazdami, w latach 20-40. XX w. kuźnicy.
W okresie międzywojennym istniał w Bzinicy urząd pocztowy, w którym znajdował się pierwszy telefon we wsi oraz „Gail Schoppa’a Gasthaus”, współcześnie budynek restauracji „Sarenka”. We wsi istniał także posterunek policji z jednym policjantem, który miał do dyspozycji rower.